# Eduard von Litzelhofen
Eduard von Litzelhofen (Paternion, 15 novembre 1820 – Praga, 18 gennaio 1882) è stato un generale austriaco.

## Biografia
Nato in seno ad una nobile famiglia dell'antica aristocrazia della Carinzia col titolo ereditario di cavaliere, entrò ancora giovane nell'accademia di Wiener Neustadt dove ricevette un'appropriata educazione militare, diplomandosi l'8 settembre 1838 col grado di alfiere, venendo aggregato quindi al 47º reggimento di fanteria. Venne promosso sottotenente il 1 ottobre 1842 e venne promosso al grado di tenente l'11 aprile 1848, sempre nel suo reggimento. Entrato nello stato maggiore, prese parte alla campagna in Tirolo nel 1848, oltre a partecipare alla Battaglia di Custoza, all'assedio di Peschiera ed alla battaglia di Novara. Prese quindi parte alla spedizione verso Roma dove partecipò al bombardamento di Bologna dall'8 al 16 maggio, all'assedio di Ancona dal 25 maggio al 17 giugno.
Il 16 luglio 1849 venne promosso capitano, ottenendo la posizione di capo di stato maggiore presso le truppe imperiali di occupazione in Toscana e nelle legazioni pontificie. Per le eccellenti prestazioni sul campo, ottenne il 24 aprile 1850 la croce al merito militare di III classe ed il granduca di Toscana gli concesse la croce di commendatore dell'Ordine Militare al Merito, mentre papa Pio IX lo premiò con la croce di commendatore dell'Ordine di San Gregorio magno. Nei successivi anni di pace, venne trasferito in Ungheria dove fu impiegato nell'ufficio del quartiermastro generale per la mappatura della contea di Neograd. Dal 1 marzo 1856 ottenne il grado di maggiore.
Il 5 maggio 1859 ottenne il grado di tenente colonnello, con cui prese parte alla campagna militare in Italia. Prese parte alla battaglia di Magenta, alla battaglia di San Martino ed alla battaglia di Solferino. Per i valorosi meriti acquisiti sul campo, in particolare a San Martino, al termine della campagna venne premiato con la concessione della medaglia di cavaliere dell'Ordine militare di Maria Teresa ed il titolo di barone (1860) per poi venire, dal 22 settembre 1861, promosso colonnello e venne trasferito a Praga all'interno della 1ª divisione.
Nella Guerra austro-prussiana del 1866, fu capo generale dello staff del 1º corpo d'armata. Il 13 novembre 1866, divenne generale e venne destinato a Leopoli del 1868, al termine della quale divenne generale di brigata. Il 21 agosto 1878 venne promosso comandante militare della piazzaforte di Cracovia per poi essere destinato poco dopo a Praga.
Morì a Praga nel 1882.